# Laccophilus vacaensis
Laccophilus vacaensis är en skalbaggsart som beskrevs av Young 1953. Laccophilus vacaensis ingår i släktet Laccophilus och familjen dykare.

## Underarter
Arten delas in i följande underarter:
- L. v. vacaensis
- L. v. chihuahuae
- L. v. thermophilus